# Stanisław Stączek
Stanisław Stączek (22. května 1864, Posada Jaćmierska – 5. června 1942, Krakov) byl polský politik, ministr dopravy ve vládě Jędrzeje Moraczewského.

## Život
Pocházel z rolnické rodiny. Roku 1886 absolvoval lvovské gymnázium, o rok později pak učitelský seminář v Řešově. V letech 1887 až 1889 pracoval jako učitel v Bukowě, poté odešel k železnici, u které pracoval (s přestávkou, kdy působil ve vládní funkci) až do svého odchodu do důchodu v roce 1920. Postupně zastával post železničního inspektora v Jasłu, Skawině, Suché, Krakově a opět v Skawině.
V období před vypuknutím první světové války se sblížil s radikálním rolnickým hnutím v Haliči pod vedením Jana Stapińského. Od roku 1912 publikoval v novinách Przyjaciel Ludu. V roce 1914 se stal členem výboru rady Polské lidové strany „Levice“ (PLS), roku 1918 zastával post místopředsedy Stálé sjezdové komise lidové inteligence PLS v Království polském, Haliči a Slezsku. Dne 29. prosince 1918 byl jmenován ministrem dopravy ve vládě Jędrzeje Moraczewského, ve funkci vystřídal samotného premiéra Moraczewského. Ministrem zůstal jen do 16. ledna následujícího roku, ale zasadil se spolu s Moraczewským o vytvoření centrálního dohledu nad všemi druhy dopravy v nezávislém Polsku. Kvůli četným zprávám o problémech s dopravou mezi různými částmi země (území Polska před vznikem Druhé Polské republiky roku 1918 totiž bylo rozděleno mezi tři státy – Německo, Rakousko a Rusko) požádal o unifikaci polské železnice a rozšíření stávajících drah. Kvůli demisi vlády však již nestačil reagovat na aktuální problémy říční plavby.
Roku 1922 neúspěšně kandidoval na poslanecký mandát. V letech 1922 až 1923 byl členem výkonného výboru Vrchní rolnické rady PLS, poté postupně působil v Rolnickém svazu (1924–1925), Rolnické straně (1926) a nakonec v prosanačním Rolnickém svazu (od roku 1928), do kterého vstoupil spolu s Janem Stapiňským. V něm byl členem předsednictva hlavní správy, ale již nehrál žádnou významnější politickou roli.